# Юмашево (Чекмагушевский район)
Юма́шево (баш. Йомаш) — село в Чекмагушевском районе Республики Башкортостан Российской Федерации. Административный центр Юмашевского сельсовета.

## География

### Географическое положение
Расстояние до:
- районного центра (Чекмагуш): 29 км.
- ближайшей ж/д станции (Буздяк): 61 км.

## Население
| 2002 | 2009 | 2010 |
| ---- | ---- | ---- |
| 817  | ↗891 | ↘865 |